# 米隆福斯
米隆福斯（法語：Millonfosse）是法国北部-加来海峡大区诺尔省的一个市镇，属于瓦朗谢讷区圣阿芒莱索左岸县。该市镇2009年时的人口为715人。

## 人口
米隆福斯人口变化图示
| 数据来源：INSEE |